# Colias cocandica
Espèce
Statut de conservation UICN

 EN A1c, B1 2bc : En danger
Colias cocandica est une espèce de papillons de la famille des Pieridae, de la sous-famille des Coliadinae et du genre Colias.

## Systématique
L'espèce Colias wiskotti a été décrite par Nikolay Grigorievich Ershov (d) en 1874.

## Liste des sous-espèces
- Colias cocandica cocandica au Tadjikistan.
- Colias cocandica hinducucica (Verity, 1911) en Afghanistan.
- Colias cocandica  kunjerabi (Verhulst, 1999) au Pakistan.
- Colias cocandica maja (Grum-Grshimailo, 1891)
- Colias cocandica nastoides (Verity, 1911)
- Colias cocandica pljushtchi (Verhulst, 2000) au Kazakhstan[1].

## Nom vernaculaire
Colias cocandica se nomme Lemon Clouded Yellow en anglais.

## Description
Colias cocandica est un papillon d'une envergure de 35 mm à 45 mmLe mâle présente une couleur jaune verdâtre pâle avec une large bande foncée le long du bord externe marquée d'une bande de grands triangles clairs, la femelle est plus blanche.

## Biologie

### Plantes hôtes
Les plantes hôtes de sa chenille sont des Echinospermum et des Oxytropis.

## Écologie et distribution
Colias cocandica est présent au Tadjikistan, au Kazakhstan, en Afghanistan, au Pakistan et en Inde.

### Biotope
Colias cocandica réside en montagne jusqu'à 5 000 m à 6 000 m.

### Protection
Il est déclaré en danger (CR A1c, B1 2bc).